# Cornalina
Cornalina ou coralina é um mineral vermelho acastanhado comumente usado como uma pedra preciosa ou semipreciosa. A sardônica é semelhante à cornalina mas é mais difícil de encontrar e de cor mais escura (a diferença não é rigidamente definida, e os dois nomes são freqüentemente usados de forma intercambiável). Tanto a cornalina como a sardônica são variedades da calcedônia mineral de sílica colorida por impurezas de óxido de ferro. A cor pode variar muito, desde  laranja pálido a uma intensa coloração quase preta. É comumente encontrada no Brasil, Índia, Rússia (Sibéria) e Alemanha.